# Margarete Bellmer

Margarete Bellmer (2018)

Margarete Bellmer, geborene Hoppe, (* 25. Juni 1930; † 16. Oktober 2018 in Garbsen) war eine deutsche Buchhändlerin und Heimatforscherin, die für ihr ehrenamtliches Engagement ausgezeichnet wurde.

## Leben
Bellmer lebte zunächst in Bremen, wo sie ihren späteren Ehemann, den Redakteur Karl Bellmer, kennenlernte. Sie zog mit ihm nach Frankfurt, wo sie als Buchhändlerin arbeitete und eine Autorenbuchhandlung mitbegründete, in der Autoren wie F. K. Waechter sowie Almut und Robert Gernhardt vertreten waren. Viele Jahre lebte sie mit ihrer Tochter und ihrem Sohn in Gravenbruch.
1984 kehrte sie nach Garbsen, Osterwald zurück, um sich um ihre alleinstehende Mutter zu kümmern und baute ein Archiv der Erinnerungen der dortigen Landbewohner auf, das sich heute im Stadtarchiv Garbsen befindet. In den 1980er Jahren war sie Mitglied des Vorstandes einer Bürgerinitiative gegen die Nordbahn-Verlängerung am Flughafen Hannover. Zudem war sie 1988 Gründungsmitglied und seit 2004 Ehrenvorsitzende des StadtArchivVerein Garbsen e.V.
Am 12. Juni 2015 wurde ihr im Region Haus Hannover die Verdienstmedaille für vorbildliche Verdienste um den Nächsten des Landes Niedersachsen verliehen. Gewürdigt wurde ihr langjähriges soziales ehrenamtliches Engagement für Hilfsbedürftige.